# FC Bayern München (Handball)
Die Handballabteilung des FC Bayern München ist eine von acht Nebenabteilungen des Fußballvereins FC Bayern München. Sie wurde 1945 gegründet. Die Männermannschaft spielte in den 1950er Jahren auf Verbandsebene in der damals höchsten deutschen Spielklasse, die Frauenmannschaft gehörte in den 1970er Jahren der Bundesliga an.

## Geschichte
Nach Ende des Zweiten Weltkriegs waren es die drei ehemaligen Handballspieler der Turnerschaft Jahn München, Otto Würth, Erwin Kienzl und Rudolf Vincenc, die beim provisorischen Vorstand des FC Bayern die Gründung einer Feldhandballabteilung anregten. Im August 1945 fand die Gründungsversammlung statt; erster Abteilungsleiter wurde Erwin Kienzl. Als Trainingsstätte diente zunächst ein Platz an der Bogenhausener Zaubzerstraße.
Die Abteilung erhielt regen Zulauf. Ende 1946 hatte sie bereits über 50 Mitglieder und stellte drei Herrenmannschaften und eine Jugendmannschaft. Die 1. Herrenmannschaft spielte in der südbayerischen Oberliga, der damals höchsten Spielklasse. Mit Nationalspieler Markus Bernhard in seinen Reihen konnte sich der Verein in der obersten Spielklasse etablieren. Mit dem fünften Platz im Hallenhandball bei der Deutschen Meisterschaft 1955 erreichte der FC Bayern den bis heute größten Erfolg.
Den frühen Erfolgen der Männer folgten die der Frauen in den 1970er Jahren, die Damenmannschaft war 1975 Gründungsmitglied der Bundesliga der Frauen, musste aber in der Saison 1980/81 den Abstieg hinnehmen. In dieser Zeit gelang mit dem Trainer Kurt Lederer in der Saison 1977/78 ein vierter Platz in der Bundesliga als größter Vereinserfolg.
Die erste Herrenmannschaft spielt in der aktuellen Saison 2025/26 in der Bezirksoberliga Oberbayern (6. Liga), die zweite Herrenmannschaft (U23) in der Bezirksliga, die dritte Herrenmannschaft in der Bezirksklasse. Die erste Damenmannschaft hat den Aufstieg in die Regionalliga Bayern (4. Liga) geschafft, die zweite Mannschaft spielt in der Bezirksliga. Die Jugendabteilung geht mit 18 Teams an den Start.
Da der Hauptverein des FC Bayern eine Nutzung von Haftmitteln, die in höheren Spielklassen zur besseren Griffigkeit des Balls verwendet werden, in der vereinseigenen Sporthalle nicht gestattet, muss die erste Damenmannschaft ihre Heimspiele im etwa 20 km entfernten Germering austragen.

## Erfolge
Herren
- Fünfter der Deutschen Meisterschaft 1955
- Süddeutscher Vizemeister 1955
- Bayerischer Meister 1953, 1955
- Aufstieg in die Bayernliga (3. Liga) 1975
- Meister Bayerische-Verbandsliga Süd (4. Liga) 1975
- Vizemeister Bayerische-Verbandsliga Süd (4. Liga) 1980
- Aufstieg in die Bayerische-Landesliga 2023
- Oberbayerischer Meister 2023

Frauen
- Süddeutscher Meister 1974, 1975
- Bundesliga Süd 1975–1981
- Aufstieg in die Regionalliga 2025
- Meister Oberliga Süd 2025
- Aufstieg in die Bayerische-Landesliga 2022

## Bekannte ehemalige Spieler
- Markus Bernhard
- Vanadis Putzke
- Irene Kühne
- Monika Asam
- Heidi Wegener